# Aralia nudicaulis
Aralia nudicaulis é uma espécie de Aralia.